# Nozomi Tsuji
Nozomi Tsuji (辻希美 Tsuji Nozomi?,  17 de junio, 1987) es una cantante, deportista e idol japonesa, nacida en Itabashi, Tokio, Japón y que posee una carrera solista dirigida por la empresa Up Front Agency.

## Historia
Nozomi Tsuji entró en la  4ª generación de Morning Musume, junto a Ai Kago, Hitomi Yoshizawa y Rika Ishikawa. 
Su primera aparición como miembro del grupo fue en el noveno single "Happy Summer Wedding".
Nozomi a principios se hizo amiga de Ai Kago, y como eran los dos miembros más jóvenes del grupo, asumieron el papel de alborotadoras hiperactivas. Los fanes rápidamente les pusieron el nombre de "las gemelas", ya que se parecían en lo físico y en la personalidad. Ellas conservaron éstas personalidades durante los primeros años hasta el 2003, cuando al no ser ellas ya las más jóvenes su hiperactividad se atenuó. Sin embargo, Nozomi y Ai prosiguieron su amistad fuerte dentro y fuera del grupo.
En enero de 2001, ella formó parte del famoso grupo Minimoni con Mari Yaguchi,  Ai Kago y Mika Todd (de Coconuts Musume). En mayo de 2004, Tsunku anunció la graduación tanto de Nozomi como de Ai y creó el grupo Double You W dirigido por Nozomi. Así, el 1 de agosto, ellas oficialmente se graduaron del grupo Morning Musume.
En el 2006 el grupo Double You W fue suspendido porque una revista publicó unas fotos de Ai Kago fumando. Así que en este último año, Nozomi solo hacia pequeñas apariciones en algunos programas y participaba en los concierto del Hello!Project.
Nozomi formaría, junto a la idol de TNX Ami Tokito y la comediante GAL Gyaru Sone un nuevo grupo llamado Gyaruru, y el grupo era de estilo GAL. El 20 de junio de 2007 saldría a la venta su primer single "Boom Boom Meccha Maccho!"(Pero ella no pudo participar, porque se retiró en mayo del 2007, siendo reemplazada por Asami Abe). Con la entrada a este grupo, Nozomi abandonó su aparencia "kawaii" por la de "Ganguro" en ese entonces.
El 8 de mayo del mismo año, sale a la luz pública que está embarazada desde hace dos meses. El padre es Taiyou Sugiura de 26 años, actor principal de Ultraman Cosmos. Su boda fue el 17 de junio, el día en el que Tsuji cumpliría 20 años.Una vez casado , ella cambió su nombre por el de Nozomi Sugiura (杉 浦 希 美, Sugiura Nozomi?), Pero ha seguido utilizando Tsuji como su nombre artístico .
primer hijo de la pareja , una niña llamada Noa Sugiura (杉 浦 希 空, Noa Sugiura?), Nació el 26 de noviembre de 2007. Tsuji se encuentra actualmente embarazada de su segundo hijo, previsto para enero de 2011.
Tsuji permanecido inactiva durante más de un año y medio para cuidar a su hija antes que nada se supo de ella como artista . El 19 de junio de 2008, Tsuji hizo una aparición en el Yuko Nakazawa Birthday Live 2008 event , entregándole una torta de cumpleaños a Nakazawa . Tsuji anunció en su blog que en algún momento de 2008, ella comenzó a diseñar ropa de bebé con Akachan Honpo . La marca estaba destinada a las niñas y fue nombrado "Baby & Ribbon" . Tsuji eligió el nombre y señaló a la misma insignia. Sin embargo ella decidió que quería expandir la marca en la provisión de ropa para bebés, pero no sólo hasta seis años de edad y también para que sea una marca para los niños como las niñas . Ella cambió el nombre de marca "Boys & Ribbon" con el Ribbon parte que representa la ternura de las niñas y los BOYS parte que representa el vigor de los niños. 
Nozomi se graduó de Hello!Project, el 31 de marzo junto con las integrantes más mayores. En un concierto de graduación en masa los días 31 de enero y 1 de febrero de 2009. A partir de aquí, Nozomi ya no forma parte de Hello! Project y según parece, el grupo del que formaba parte (Gyaruru, bajo TNX) lleva sin actividad desde que se lanzó su primer single en 2007.
El 30 de enero Tsuji abrió un blog en línea llamado のんピース (Non Piece or Non Peace) Ameba , el mismo sitio web que aloja blog de Sugiura. 
Está previsto que para el 24 de noviembre de 2010 ponga en libertad un álbum titulado "Minna Happy! Mama no Uta" (Todos felices! La canción de mamá).

## Participación en Hello!Project

### Grupos
- Morning Musume (2000-2003)
- Double You W (2004-2006)

### Subgrupos
- Morning Musume Otome Gumi (2003-2004)
- Mini Moni

### Grupos Shuffle
- 10 nin Matsuri
- Odoru 11
- 11 WATER
- H.P All Stars

## Curiosidades
- Ella sostuvo el título de récord mundial temporal en el Libro de Tipo de los Récords mundiales al hacer girar el Aro Hula más grande (12.5m) durante 30 segundos desde enero de 2003 hasta junio de ese mismo año. En enero de 2004, ella y Ai Kago simultáneamente recuperaron el título, y lo sostuvieron nuevamente hasta septiembre de 2005.

- Ella es también la Guardameta para Gatas Brilhantes H.P. y del Hello! Project Futsal team. En el programa de Mecha Mecha Iketeru (más conocido como "Mechaike"), fue coronada 'Bakajo' (la idiota), sacando en el examen un puntaje promedio de 249 sobre 500.

- Una de sus imitaciones más famosas es la de un cloqueo de pollo.

- Ella disfruta cocinar, pero dice que constantemente es reprendida por hacer desastres.

- Ha mantenido su cabello teñido de color marrón/naranja desde el 2003. Su color natural es el negro.

- Datos: Q926792